# Kayu Mentangur
Kayu Mentangur is een bestuurslaag in het regentschap Aceh Tenggara van de provincie Atjeh, Indonesië. Kayu Mentangur telt 397 inwoners (volkstelling 2010).